# Neritos cotes
Neritos cotes är en fjärilsart som beskrevs av Druce 1896. Neritos cotes ingår i släktet Neritos och familjen björnspinnare. Inga underarter finns listade i Catalogue of Life.